# Desmond N'Ze
Desmond N'Ze (sinh ngày 17 tháng 4 năm 1989) là một cầu thủ bóng đá người Ghana.

## Sự nghiệp câu lạc bộ
Desmond N'Ze đã từng chơi cho Fujieda MYFC và FC Gifu.